# ستيفن برايس
ستيفن برايس (30 مارس 1979 في المملكة المتحدة - )  (بالإنجليزية: Stephen Price) هو لاعب كريكت بريطاني. لعب مع Herefordshire County Cricket Club ‏ وMiddlesex Cricket Board ‏.

## وصلات خارجية
- ستيفن برايس على موقع إي آس بي آن كريك إنفو (الإنجليزية)